# Dorfkirche Goltewitz

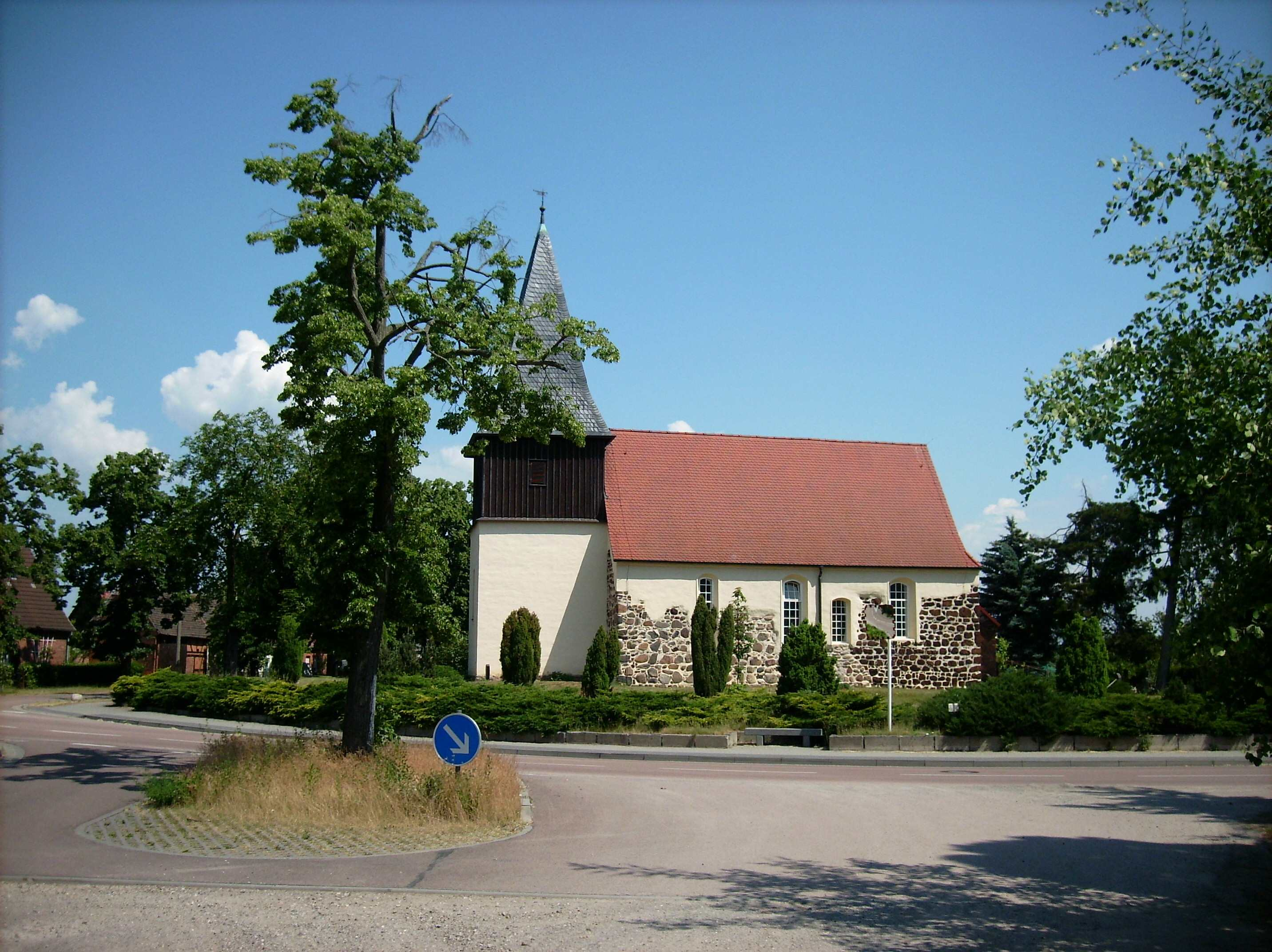
Dorfkirche Goltewitz

Die Dorfkirche zu Goltewitz (auch St. Johannes) ist eine im 13. und 14. Jahrhundert erbaute Saalkirche in Goltewitz, einem Ortsteil von Oranienbaum-Wörlitz im Landkreis Wittenberg in Sachsen-Anhalt.

## Geschichte
Im Jahr 1209 wurde Goltewitz zum ersten Mal erwähnt. Die Dorfkirche Goltewitz wurde im 13. und 14. Jahrhundert gebaut. Im 15. Jahrhundert wurde das Sakramentshaus in einen spitzbogigen Bogen eingebaut. Im 19. Jahrhundert wurde die Kirche erweitert, wobei auch die Vorhalle angefügt wurde. Im Denkmalinformationssystem Sachsen-Anhalt ist die Kirche unter der Erfassungsnummer 09421962 als Baudenkmal eingetragen.

## Beschreibung
Der Ursprungsbau ist eine rechteckige frühgotische Saalkirche mit platt geschlossenem Chor. Der aus Backstein bestehende Turm wurde später an diesen Ursprungsbau angebaut. Das holzverschalte Glockengeschoss des Turms schließt mit einem Pyramidendach ab. Die älteste Glocke der Kirche ist aus dem Jahr 1371. Dass die Kirche auch als Wehrkirche diente, erkennt man an der massiven Eingangstür des Kirchenschiffes. Dieses spitzbogige Eingangsportal aus dem 15. Jahrhundert wurde im 19. Jahrhundert durch eine Vorhalle überbaut. 
Die Decke des Kirchenschiffes ist mit einer flachen, felderartig markierten Holzdecke verkleidet. Außerdem besitzt die Kirche eine Hufeisenempore. Im Innenraum befindet sich ein gotischer Flügelaltar. Er wurde vermutlich im 16. Jahrhundert hergestellt, wobei Stilvergleiche vermuten lassen, dass das Schnitzretabel aus der sächsischen Schule um 1500 und 1515 stammt. 1581 wurde der Patronatsstuhl gebaut. 1668 und 1997 wurde der Altar restauriert. An der Südwand des Chors befindet sich eine spätbarocke, polygonale, hölzerne Kanzel mit Schalldeckel. Das älteste Ausstattungsstück der Kirche ist der Taufstein.